# Чорне черево тарантула
«Чорне черево тарантула» (італ. La tarantola dal ventre nero) ― фільм 1971 року режисера Паоло Кавари.

## Сюжет

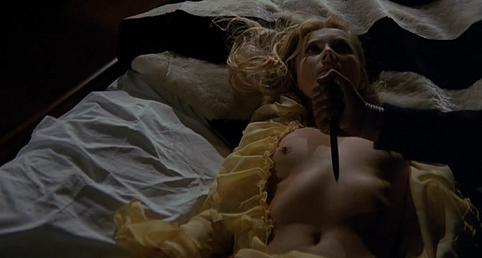
Барбара Буше

Інспектор поліції Телліні (Джанкарло Джанніні) веде розслідування загадкових вбивств жінок, які відвідували один і той же салон краси. Незважаючи на зусилля старанного детектива число жертв зростає, а кожна з зачеплених розслідуванням ниточок веде по помилковому сліду. Методи вбивці в чорному запам'ятаються назавжди. Отруєної голкою він паралізує жертву, а потім розкриває їй живіт ножем. Точно так же оса розправляється зі смертоносним тарантулом ― паралізуючи уколом жала в черево.

## У ролях
- Джанкарло Джанніні: інспектор Телліні;
- Клодін Оже: Лаура;
- Барбара Буше: Марія Зані;
- Розелла Фальк: Франка Валентіно;
- Сільвано Транквіллі: Паоло Зані;
- Аннабелла Інконтрера: Мірта Річчі;
- Еціо Марано: масажист;
- Барбара Бах: Дженні;
- Стефанія Сандреллі: Анна Телліні;
- Джанкарло Прете: Маріо;
- Анна Сая: подруга Марії;
- Юджин Уолтер: Джинетто, офіціант;
- Ніно Вінджеллі: інспектор Ді Джакомо;
- Данієле Дубліно: ентомолог;
- Джузеппе Фортіс: психіатр;
- Гверріно Кривелло;
- Елеонора Джорджі.